# Natnael Tesfatsion
Natnael Tesfatsion Ocbit (* 23. Mai 1999 in Asmara) ist ein eritreischer Radrennfahrer.

## Sportliche Laufbahn
In der Saison 2018 fuhr Tesfatsion für die eritreische Nationalmannschaft und machte durch eine Reihe von Top-10-Platzierungen bei der Tour of Fuzhou und der Tour of Taihu Lake auf sich aufmerksam. Zur Saison 2019 wurde er Mitglied im damaligen UCI Continental Team Dimension Data for Qhubeka. Sein erstes Rennen gewann er jedoch im UCI Nations’ Cup U23 bei der Tour de l’Espoir 2019. Ein Jahr später gewann er für sein Team eine Etappe und die Gesamtwertung der Tour du Rwanda.
Zur Saison 2021 wechselte Tesfatsion zum UCI ProTeam Androni Giocattoli-Sidermec. Noch im selben Jahr nahm er mit dem Giro d’Italia 2021 erstmals an einer Grand Tour teil und beendete diese auf Platz 92 der Gesamtwertung. In der Saison 2022 konnte er den Gewinn der Gesamtwertung bei der Tour du Rwanda wiederholen.
Zur Saison 2023 wurde Tesfatsion Mitglied im UCI WorldTeam Lidl-Trek. Wertvollstes Ergebnis für das Team war der zweite Platz beim Cadel Evans Great Ocean Road Race 2024. Im Juni errang er erstmals den nationalen Titel im Straßenrennen. Nach zwei Jahren bei Lidl-Trek erhielt er zur Saison 2025 einen Vertrag beim Movistar Team.

## Erfolge
2019
- eine Etappe und Punktewertung Tour de l’Espoir

2020
- eine Etappe und Gesamtwertung Tour du Rwanda 2020
- eine Etappe und Nachwuchswertung La Tropicale Amissa Bongo
- Gesamtwertung, eine Etappe und Nachwuchswertung Tour du Rwanda

2022
- Gesamtwertung und Nachwuchswertung Tour du Rwanda
- eine Etappe und Bergwertung Adriatica Ionica Race

2024
- eritreischer Meister – Straßenrennen

## Grand-Tour-Platzierungen
| Grand Tour            | 2021 | 2022 | 2023 | 2024 |
| --------------------- | ---- | ---- | ---- | ---- |
| Giro d’ItaliaGiro     | 92   | DNF  | DNF  | –    |
| Tour de FranceTour    | –    | –    | –    | –    |
| Vuelta a EspañaVuelta | –    | –    | –    | –    |